# Episcynia itanhura
Episcynia itanhura is een slakkensoort uit de familie van de Tornidae. De wetenschappelijke naam van de soort is voor het eerst geldig gepubliceerd in 2012 door Simone.